# Люблинка (Калузька область)
Люблинка (рос. Льва Толстого) — село в Дзержинському районі Калузької області Російської Федерації.
Населення становить 3590 осіб. Входить до складу муніципального утворення Село Льва Толстого.

## Історія
Від 2004 року входить до складу муніципального утворення Село Льва Толстого.

## Населення
| 2002 | 2010 |
| ---- | ---- |
| 13   | ↗18  |